# Absolwent (film)
Absolwent (ang. The Graduate) – amerykański dramat obyczajowy z roku 1967 w reżyserii Mike’a Nicholsa, powstały na podstawie powieści Charlesa Webba pod tym samym tytułem.
W 1968 film zdobył Oscara za reżyserię. Oprócz tego był nominowany w następujących kategoriach: film, aktor, aktorka, aktorka w roli drugoplanowej, scenariusz adaptowany, zdjęcia. W Polsce film miał swoją premierę w sierpniu 1973 roku.

## Fabuła
Przełomowy film w karierze Dustina Hoffmana. Gra on tytułową rolę młodego mężczyzny – Benjamina Braddocka – typowego przedstawiciela swojego pokolenia, który po ukończeniu z wyróżnieniem college’u staje przed dalszymi życiowymi wyborami. Wplątuje się w wątpliwy moralnie romans z żoną wspólnika swoich rodziców. Następnie poznaje jej córkę, w której się zakochuje. Jednak pani Robinson nie pozwala na rozwinięcie się uczucia, próbuje rozdzielić młodych zakochanych. Poddany publicznemu ostracyzmowi chłopak walczy o prawo do miłości i w ostatnich scenach filmu porywa Elaine Robinson sprzed ołtarza.
Absolwent jest przenikliwym zapisem przemian obyczajowych zachodzących w amerykańskim społeczeństwie w połowie lat 60. XX wieku. Mike Nichols patrzy jednak na otaczającą go rzeczywistość nie z perspektywy hippisowskiej rewolucji, ale przyjmuje punkt widzenia mieszkańców przedmieść amerykańskich z zamożnej klasy średniej. Jest to opowieść o dojrzewaniu Benjamina i jego młodzieńczych problemach w tych niełatwych czasach.

## Obsada
- Dustin Hoffman – Benjamin Braddock
- Anne Bancroft – pani Robinson
- Katharine Ross – Elaine Robinson
- William Daniels – pan Braddock
- Murray Hamilton – pan Robinson[5][6]

## Ścieżka dźwiękowa
Ścieżka dźwiękowa w wykonaniu duetu Simon & Garfunkel, zawiera między innymi utwory „The Sound of Silence”, „Scarborough Fair” i „Mrs. Robinson”.

## Recepcja krytyczna
Krytyk filmowy Andrzej Bukowiecki przyznał po latach, że ówczesny seans zrobił na nim ogromne wrażenie, głównie jako poruszający melodramat. Przez krytyków w Polsce film – sklasyfikowany jako „obyczajowy” – został dobrze przyjęty; eksponowano krytykę materializmu i hipokryzji amerykańskiej klasy średniej.